# Bódi Mária Magdolna
Bódi Mária Magdolna (ur. 8 sierpnia 1921 w Szigliget, zm. 23 marca 1945 w Litér) – węgierska dziewica, męczennica, Czcigodna Sługa Boża.
Urodziła się 8 sierpnia 1921 roku w Szigliget w rodzinie ubogich służących. Jej ojciec wrócił do kraju jako jeniec wojenny, bez dokumentów, więc jej rodzice nie mogli wziąć ślubu cywilnego ani kościelnego. W rezultacie trójka rodzeństwa - Magdi, jej o dwa lata starszy brat Gyula i ich młodszy brat János - urodziła się „nieślubnie”, poza związkiem małżeńskim.
Została ochrzczona 15 sierpnia, w święto Wniebowzięcia, w kościele św. Michała w Badacsonytördemic. Michała w Badacsonytördemic. Nawet jako wesołe i uczące się dziecko, jej religijny zapał nie pozostał niezauważony przez nauczyciela. W tych latach rodzina mieszkała w Köveskál, gdzie rzadko odbywały się msze. W związku z tym wierni musieli podróżować do pobliskiego kościoła w Szentbékkálla - podróż, którą Magdi chętnie podejmowała nawet jako dziecko. W 1943 roku zapisała się na kurs pielęgniarski, decydując, że chce służyć na froncie, pomagając innym ludziom. Pomimo ukończenia kursu, nigdy nie otrzymała wezwania do wojska. Później dowiedziała się, że kierownictwo Nitrokémii odmówiło zwolnienia jednej ze swoich najlepszych pracownic, twierdząc, że nie mogą jej zastąpić. W tym czasie Magdi modliła się już, aby mogła umrzeć młodo, aby jej śmierć mogła przybliżyć innych do Pana.
W kwietniu 1944 roku jej rodzina przeprowadziła się do Litér, gdzie Nitrokémia posiadała nieruchomość. Natychmiast zaczęła organizować lokalny oddział Katolickiego Stowarzyszenia Pracujących Dziewcząt. Pod przewodnictwem Magdi członkinie pomagały, gdzie tylko mogły: pakowały paczki żywnościowe dla pacjentów szpitala wojskowego w Balatonfüred, szyły ubrania dla ubogich dzieci i organizowały kursy pielęgniarskie. Tymczasem Magdi coraz bardziej wyrzekała się ziemskich rzeczy, aby zbliżyć się do Chrystusa. W tym czasie niepokojące doniesienia o przemocy wobec kobiet stały się częstsze. Zachęcała swoje współtowarzyszki do obrony swojej czystości i złożyła osobiste ślubowanie zachowania dziewictwa nawet za cenę życia.
Pod koniec 1944 roku odgłosy bitwy stawały się coraz bliższe, a naloty stawały się coraz częstsze. Front zbliżał się do Litér. Wojska radzieckie ostatecznie przybyły do wioski 23 marca 1945 roku. Społeczność, która poniosła wielkie straty podczas długich lat wojny, opłakiwała wielu mężczyzn, którzy nigdy nie wrócili z pola bitwy. Tego popołudnia Magdi stała przy wejściu do schronu na dziedzińcu miejscowego dworu, razem z kilkoma kobietami i dziećmi, gdy zaatakowało ich dwóch uzbrojonych żołnierzy radzieckich. Jeden z żołnierzy rozkazał Magdi wejść do schronu. Wiedziała, co ją czeka, słysząc wiele opowieści o przemocy stosowanej przez żołnierzy. Broniąc swojej czystości, dźgnęła żołnierza małą parą nożyczek, które trzymała w kieszeni i próbowała uciec, ostrzegając inne kobiety przed niebezpieczeństwem.
23 maja 2024 papież Franciszek uznał jej męczeństwo, co otwiera drogę do jej beatyfikacji.
Jej beatyfikacja miała pierwotnie odbyć się 26 kwietnia 2025 roku w Veszprém. Jednak ze względu na śmierć papieża Franciszka 21 kwietnia 2025 roku i jego pogrzeb zaplanowany na 26 kwietnia, beatyfikacja została przełożona na późniejszy termin. 